# Eley Williams
Eley Williams (...) è una scrittrice britannica.

## Biografia
Professoressa di scrittura creativa alla Royal Holloway dell'Università di Londra, ha esordito nella narrativa nel 2017 con la raccolta di racconti Attrib. and Other Stories vincitrice del James Tait Black Memorial Prize per la narrativa e del Republic of Consciousness Prize.
Nel 2020 ha pubblicato il primo romanzo, Il dizionario del bugiardo, grazie al quale è stata insignita di un Betty Trask Award.
Membra della Royal Society of Literature dal 2018, vive e lavora a Londra con la moglie, la scrittrice Nell Stevens.

## Opere

### Romanzi
- Il dizionario del bugiardo (The Liar's Dictionary, 2020), Vicenza, Neri Pozza, 2022 traduzione di Alessandro Fabrizi ISBN 978-88-545-2219-0.

### Raccolte di racconti
- Attrib. and Other Stories (2017)

### Raccolte di poesie
- Frit (2017)

## Premi e riconoscimenti
Christopher Tower Poetry Prize
- 2005 prima classificata

James Tait Black Memorial Prize
- 2017 vincitrice nella categoria "Narrativa" con Attrib. and Other Stories

Republic of Consciousness Prize
- 2018 vincitrice con Attrib. and Other Stories

Betty Trask Award
- 2021 vincitrice con Il dizionario del bugiardo